# ベニー・ヒル・ショー
『ベニー・ヒル・ショー』（英: The Benny Hill Show）は、1969年11月19日から1989年5月1日までイギリス・ITVで放送されていたテムズ・テレビジョン製作のコメディ番組である。

## 概要
主演はイギリスのコメディアンであるベニー・ヒル。低速度撮影が特徴で、ヒルズ・エンジェルズ（Hill's Angels）と呼ばれる美女たちを使ってのセクシーネタや、老人虐待ネタなどが目玉だった。
日本では地方局のみの放送だったため、『空飛ぶモンティ・パイソン』や『Mr.ビーン』など他のイギリスのコメディ番組に比べると日本での知名度は低いが、コメディアンの志村けんに大きな影響を与えている。

## 爆笑直輸入ベニーヒルショー
この番組は、後に日本でも『爆笑直輸入ベニーヒルショー』（ばくしょうちょくゆにゅう ベニーヒルショー）と題して放送された。これを買い付けたのは愛知県の放送局・テレビ愛知で、登場人物たちの台詞を日本語に吹き替えた上で放送した。ベニー・ヒルの吹き替えは戸井康成が担当した。

### 放送時間
いずれも日本標準時、テレビ愛知での放送時間。1999年4月からはテレビ北海道で、同年7月からはTXN九州でも放送されていた。
本放送
- 日曜 0:40 - 1:10 （土曜深夜、1999年2月7日 - 1999年11月7日）

再放送
- 金曜 2:15 - 2:45 （木曜深夜、2001年1月19日 - 2001年3月30日）
- 金曜 1:45 - 2:15 （木曜深夜、2001年4月6日 - 2001年9月28日）
- 土曜 0:45 - 1:15 （金曜深夜、2001年10月6日 - 2001年10月27日）